# Henry E. Stubbs
Henry Elbert Stubbs (* 4. März 1881 in Nampa, Coleman County, Texas; † 28. Februar 1937 in Washington, D.C.) war ein US-amerikanischer Politiker. Zwischen 1933 und 1937 vertrat er den Bundesstaat Kalifornien im US-Repräsentantenhaus.

## Werdegang
Henry Stubbs besuchte die öffentlichen Schulen in Groesbeck und studierte danach an der Phillips University in Enid (Oklahoma). Anschließend begann er ab 1911 eine Tätigkeit als Geistlicher der Christian Church. Von 1911 bis 1914 sowie nochmals von 1918 bis 1921 war er Pastor in Frederick. Dazwischen übte er diese Funktion von 1914 bis 1917 in der Gemeinde Kingfisher aus. 1921 zog er nach Tulare in Kalifornien, wo er bis 1923 ebenfalls Pastor war. 1923 wurde er dann Pastor in Santa Maria. Gleichzeitig begann er als Mitglied der Demokratischen Partei eine politische Laufbahn.
Bei den Kongresswahlen des Jahres 1932 wurde Stubbs im zehnten Wahlbezirk von Kalifornien in das US-Repräsentantenhaus in Washington gewählt, wo er am 4. März 1933 die Nachfolge von Joe Crail antrat. Nach zwei Wiederwahlen konnte er bis zu seinem Tod am 28. Februar 1937 im Kongress verbleiben. Während seiner Zeit im Kongress wurden dort die meisten der New-Deal-Gesetze der Bundesregierung unter Präsident Franklin D. Roosevelt verabschiedet. Nach einer Sonderwahl wurde sein Parteikollege Alfred J. Elliott als sein Nachfolger in das US-Repräsentantenhaus gewählt.